# Ulica Warszawska w Mińsku Mazowieckim
Ulica Warszawa w Mińsku Mazowieckim – najdłuższa ulica w Mińsku Mazowieckim.
Jest częścią drogi krajowej nr 92 i mierzy ponad 4 km. Na całej długości obowiązują zasady ruchu w obszarze zabudowanym. W większości posiada po obu stronach chodniki i drogi rowerowe.

## Historia
Trakt z Warszawy do Brześcia powstał w latach 1818–1821, wcześniej była w tym miejscu droga z Warszawy do Cegłowa. Zmiana polegała na tym, że droga lokalna stała się drogą carską i uzyskała nową nawierzchnię.
Od lat 30' XX wieku droga pokryta jest kostką bazaltową, a od lat 70' dodatkowo asfaltem.
W 2009 roku ulica przechodzi kapitalny remont. Poza tym zmodernizowano sterowanie ruchem, dodano monitoring oraz w kilku miejscach sygnalizację świetlną tylko dla pieszych.

## Przebieg
Rozpoczyna się pod wiaduktem linii kolejowej nr 13 (jej przedłużeniem jest ul. Warszawska w Stojadłach), a kończy na wschodniej granicy miasta.
Znajduje się na niej jedno rondo, tuż przy wylocie w kierunku Warszawy. Rozbija część ruchu z drogi krajowej na ulice równoległe: Warszawskie Przedmieście oraz Stanisławowską. W przyszłości będzie także stanowiło dojazd do powstającego węzła autostradowego.
Posiada 5 skrzyżowań z sygnalizacją świetlną:
- z ul. Tartaczną i ul. Sienkiewicza
- z ul. Kościuszki i ul. 11 Listopada (Centrum)
- z ul. Kazikowskiego i ul. Bankową (Centrum)
- z ul. Siennicką (droga wojewódzka nr 802) i ul. Kościelną
- z ul. Mickiewicza i ul. Bolesława Chrobrego

Na większości pozostałych skrzyżowań obowiązuje zakaz skrętu w lewo (prawie zawsze patrząc od strony drogi podporządkowanej), ze względu na duży ruch.

## Zabudowa
Na ul. Warszawskiej znajduje się m.in. 5 obiektów zabytkowych chronionych prawnie (kościół barokowy, pałac barokowo-klasycystyczny, empirowy zajazd pocztowy, szkoła z XIX wieku oraz ruiny dworku), 2 biura poselskie (główne) oraz garnizon wojskowy.
Ważne obiekty idąc od zachodu:
- Cmentarz Żołnierzy Radzieckich (południe)
- Zakład Ubezpieczeń Społecznych (południe)
- Kasa Rolniczego Ubezpieczenia Społecznego (południe)
- biuro poselskie Teresy Wargockiej (północ)
- ING Bank Śląski (południe)
- Związek Nauczycielstwa Polskiego w zabytkowym budynku (południe)
- Pekao (północ)
- Powszechny Zakład Ubezpieczeń (po obu stronach)
- Komenda Powiatowa Państwowej Straży Pożarnej (południe)
- poczta w zabytkowym budynku (północ)
- Państwowa Inspekcja Ochrony Roślin i Nasiennictwa (północ)
- biuro poselskie Czesława Mroczka (północ)
- Plac Kilińskiego (południe)
- Pałac Dernałowiczów (północ)
- most na rzece Srebrnej
- Sanktuarium Matki Bożej Hallerowskiej (północ)
- Plac Stary Rynek (południe)
- Zakład Energetyczny Warszawa-Teren (południe)
- Powiatowy Urząd Pracy (południe)
- obiekty kulturalne, religijne i rekreacyjne Wojska Polskiego (po obu stronach)
- Żandarmeria Wojskowa (północ)
- ruiny dworku M.E. Andriollego (północ)